# Brands Hatch
O Circuito de Brands Hatch é um autódromo britânico, localizado na cidade de West Kingsdown, no condado de Kent, Inglaterra. 

## História

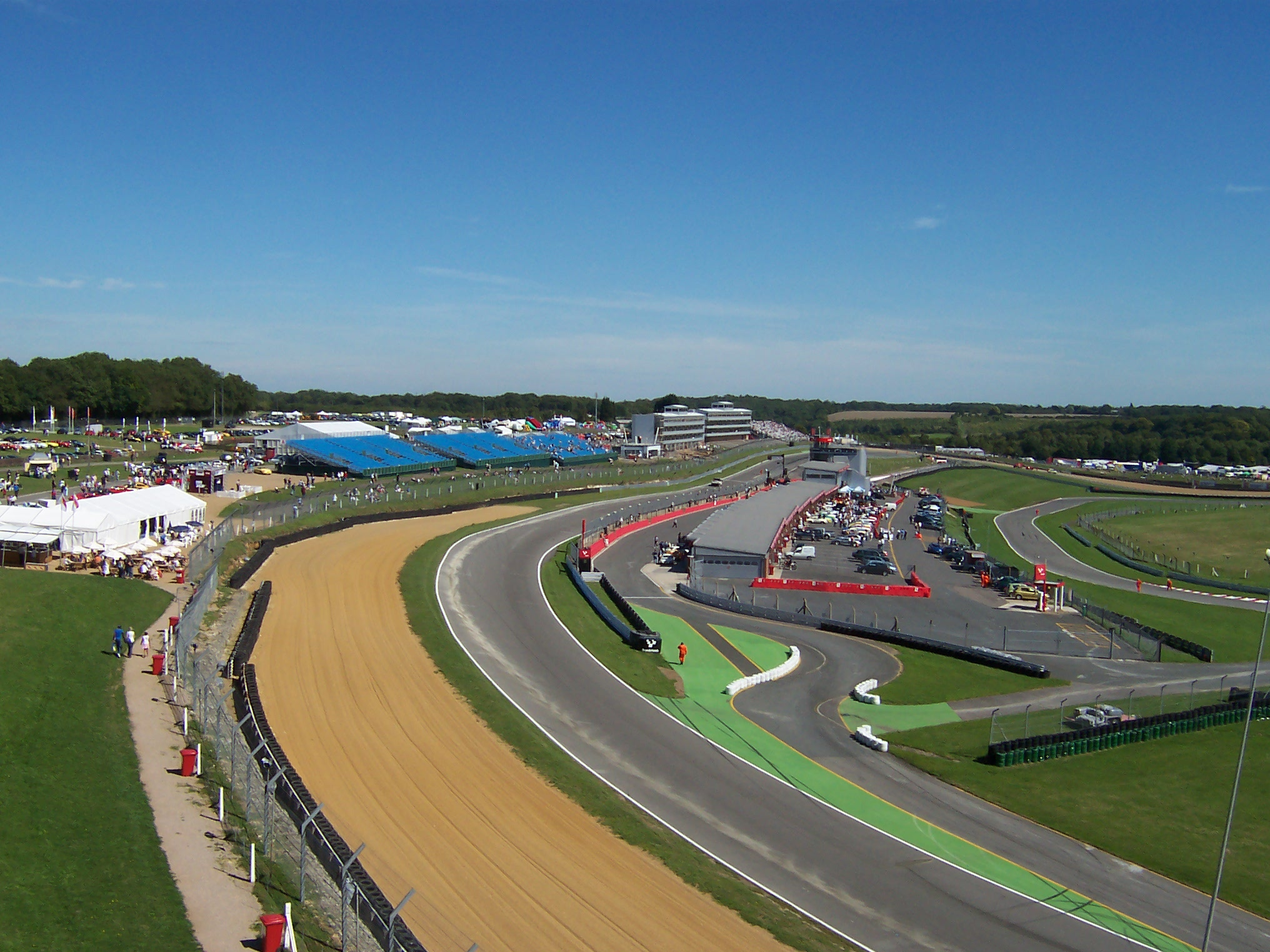
Vista da reta Brabham.

O local foi uma fazenda, onde eram realizadas corridas de bicicletas, desde a década de 1920, e de motocicletas a partir da década de 1930.  Já nos anos 1940, foi utilizado como campo de treinamento militar.
Foi palco do Grande Prêmio da Grã-Bretanha de Fórmula 1 desde 1964 até 1986, e como GP da Europa de Fórmula 1 em 1983 e 1985. Foi na prova de 1985 que o inglês Nigel Mansell venceu pela primeira vez na categoria, e lá também em 1985, que o francês Alain Prost foi campeão pela primeira vez na categoria.
Recebeu a IndyCar em 1978, com a pole de Al Unser, em corrida vencida por Rick Mears, volta mais rápida de Tom Sneva e participação de Danny Ongais e A. J. Foyt.
Fez parte do calendário da A1 Grand Prix até a última temporada em 2008/2009.

## Vencedores de Grandes Prêmios em Brands Hatch
O fundo rosa indica a prova que não teve validade para o campeonato.
O fundo azul claro indica que a prova foi denominada de Grande Prêmio da Europa.
| Ano                      | Pilotos              | Construtor               | Resumo   |
| ------------------------ | -------------------- | ------------------------ | -------- |
| 1986                     | Nigel Mansell        | Williams-Honda           | Detalhes |
| 1985                     | Nigel Mansell        | Williams-Honda           | Detalhes |
| 1984                     | Niki Lauda           | McLaren-TAG/Porsche      | Detalhes |
| 1983                     | Nelson Piquet        | Brabham-BMW              | Detalhes |
| 1983                     | Keke Rosberg         | Williams-Ford            | Detalhes |
| 1982                     | Niki Lauda           | McLaren-Ford             | Detalhes |
| Não houve em 1981        |                      |                          |          |
| 1980                     | Alan Jones           | Williams-Ford            | Detalhes |
| 1979                     | Gilles Villeneuve    | Ferrari                  | Detalhes |
| 1978                     | Carlos Reutemann     | Ferrari                  | Detalhes |
| 1978                     | Rick Mears           | Team Penske-Cosworth DFX | Detalhes |
| 1977                     | James Hunt           | McLaren-Ford             | Detalhes |
| 1976                     | Niki Lauda           | Ferrari                  | Detalhes |
| 1976                     | James Hunt           | McLaren-Ford             | Detalhes |
| 1975                     | Tom Pryce            | Shadow-Ford              | Detalhes |
| 1974                     | Jody Scheckter       | Tyrrell-Ford             | Detalhes |
| 1974                     | Jacky Ickx           | Lotus-Ford               | Detalhes |
| 1973                     | Peter Gethin         | Chevron-Chevrolet        | Detalhes |
| 1972                     | Jean-Pierre Beltoise | BRM                      | Detalhes |
| 1972                     | Emerson Fittipaldi   | Lotus-Ford               | Detalhes |
| 1972                     | Emerson Fittipaldi   | Lotus-Ford               | Detalhes |
| 1972                     | Emerson Fittipaldi   | Lotus-Ford               | Detalhes |
| 1971                     | Peter Gethin         | BRM                      | Detalhes |
| 1971                     | Clay Regazzoni       | Ferrari                  | Detalhes |
| 1970                     | Jochen Rindt         | Lotus-Ford               | Detalhes |
| 1970                     | Jackie Stewart       | March                    | Detalhes |
| 1969                     | Jackie Stewart       | Matra-Ford               | Detalhes |
| 1968                     | Jo Siffert           | Lotus-Ford               | Detalhes |
| 1968                     | Bruce McLaren        | McLaren-Ford             | Detalhes |
| 1967                     | Dan Gurney           | Eagle-Weslake            | Detalhes |
| 1966                     | Jack Brabham         | Brabham-Repco            | Detalhes |
| 1965                     | Mike Spence          | Lotus-Climax             | Detalhes |
| 1964                     | Jim Clark            | Lotus-Climax             | Detalhes |
| Não houve em 1962 e 1963 |                      |                          |          |
| 1961                     | Tony Marsh           | BRM-Climax               | Detalhes |
| 1961                     | Stirling Moss        | Lotus-Climax             | Detalhes |
| 1960                     | Jack Brabham         | Cooper-Climax            | Detalhes |
| Não houve de 1957 a 1959 |                      |                          |          |
| 1956                     | Tony Brooks          | Cooper-Climax            | Detalhes |
| 1956                     | Archie Scott-Brown   | Connaught-Alta           | Detalhes |
| 1956                     | Colin Chapman        | Lotus-Climax             | Detalhes |
| 1956                     | Roy Salvadori        | Cooper-Climax            | Detalhes |

### Por pilotos que mais venceram
|          |                    |                  |
| Vitórias | Pilotos            | Edições          |
| 3        | Niki Lauda         | 1976, 1982, 1984 |
| 2        | Nigel Mansell      | 1985, 1986       |
| 1        | Jim Clark          | 1964             |
| 1        | Jack Brabham       | 1966             |
| 1        | Jo Siffert         | 1968             |
| 1        | Jochen Rindt       | 1970             |
| 1        | Emerson Fittipaldi | 1972             |
| 1        | Jody Scheckter     | 1974             |
| 1        | Carlos Reutemann   | 1978             |
| 1        | Alan Jones         | 1980             |
| 1        | Nelson Piquet      | 1983             |

### Por equipes que mais venceram
|          |            |                        |
| Vitórias | Construtor | Edições                |
| 4        | Lotus      | 1964, 1968, 1970, 1972 |
| 3        | Williams   | 1980, 1985, 1986       |
| 2        | Ferrari    | 1976, 1978             |
| 2        | Brabham    | 1966, 1983             |
| 2        | McLaren    | 1982, 1984             |
| 1        | Tyrrell    | 1974                   |

### Por países
|          |               |                        |
| Vitórias | País          | Edições                |
| 4        | Áustria       | 1970, 1976, 1982, 1984 |
| 3        | Reino Unido   | 1964, 1985, 1986       |
| 2        | Austrália     | 1966, 1980             |
| 2        | Brasil        | 1972, 1983             |
| 1        | Suíça         | 1968                   |
| 1        | África do Sul | 1974                   |
| 1        | Argentina     | 1978                   |

↑2  Contabilizados somente os resultados válidos pelo Mundial de Fórmula 1

## Recordes em Brands Hatch
|                       |               |                         |              |          |      |
| Brands Hatch          | País/Piloto   | Chassi/Motor            | Tempo        | Extensão | Ano  |
| Pole Position         | Nelson Piquet | Williams-Honda V6 Turbo | 1min 06s 961 | 4.207 km | 1986 |
| Melhor Volta na Prova | Nigel Mansell | Williams-Honda V6 Turbo | 1min 09s 593 | 4.207 km | 1986 |